# ’т Занд, Шайло
Шайло Кисар ’т Занд (нидерл. Shiloh Kiesar 't Zand; род. 14 мая 2003, Роттердам, Южная Голландия) — нидерландский футболист, полузащитник клуба «Фейеноорд».

## Клубная карьера
’т Занд — воспитанник клуба «Фейеноорд». В мае 2019 года подписал свой первый профессиональный контракт с клубом, а летом 2022 года продлил его до середины 2025 года. В 2023 году он был включён в заявку основной команды на сезон. В том же году на правах аренды игрок перешёл в «Дордрехт». 11 августа в матче против НАК Бреда он дебютировал в Эрстедивизи. 15 сентября в поединке против дублёров «Утрехта» Шайло забил свой первый гол за «Дордрехт». 
Летом 2024 года ’т Занд был арендован клубом «Хераклес». 11 августа в матче против роттердамской «Спарты» он дебютировал в Эредивизи. 14 декабря в поединке против «Фейеноорда» Шайло забил свой первый гол за «Хераклес». 
В феврале 2025 года «Фейеноорд» досрочно вернул ’т Занда из аренды. 22 февраля в матче против «Алмере Сити» он дебютировал за основной состав. 